# Sakio Bika
Pour les articles homonymes, voir Bika (homonymie).
Sakio Bika est un boxeur camerounais naturalisé australien né le 18 avril 1979 à Douala au Cameroun.

## Carrière
Sakio Bika dispute les Jeux olympiques d'été de 2000 sous les couleurs du Cameroun, où il est éliminé dès le premier tour. Passé professionnel en 2000, il devient champion d'Australie des poids moyens en 2004 puis champion d'Asie OPBF l'année suivante. Bika s'incline à deux reprises en championnat du monde des super-moyens contre Joe Calzaghe en 2006 et Andre Ward en 2011. Il remporte néanmoins à sa 3e tentative un titre mondial en s'emparant de la ceinture WBC des poids super-moyens laissée vacante après la destitution de Ward à la suite de sa victoire aux points contre Marco Antonio Periban le 22 juin 2013. Sakio conserve sa ceinture le 7 décembre 2013 en faisant match nul contre l'américain Anthony Dirrell à Brooklyn mais perd le combat revanche aux points le 16 août 2014.